# Corydalus
Genre
Corydalus est un genre d'insectes néoptères de la famille des Corydalidae, de la sous-famille des Corydalinae.

## Historique et dénomination
Le genre Corydalus a été décrit par le naturaliste suédois Carl von Linné en 1758.

## Taxinomie
Liste des espèces
- Corydalus affinis Burmeister, 1839 - Argentine, Bolivie, Brésil, Colombie, Équateur, Guyane, Guyana, Paraguay, Pérou, Venezuela
- Corydalus amazonas Contreras-Ramos, 1998 - Brésil
- Corydalus armatus Hagen, 1861 - Argentine, Bolivie, Brésil(?), Colombie, Équateur, Pérou, Venezuela
- Corydalus arpi Navás, 1936 - Venezuela
- Corydalus australis Contreras-Ramos, 1998 - Argentine, Brésil, Uruguay
- Corydalus batesii McLachlan, 1867 - Bolivie, Brésil, Colombie, Équateur, Guyane, Guyana, Pérou, Suriname, Venezuela
- Corydalus bidenticulatus Contreras-Ramos, 1998 - Pérou, Arizona
- Corydalus cephalotes Rambur, 1842 - Brésil
- Corydalus clauseni Contreras-Ramos, 1998 - Colombie, Costa Rica, Équateur
- Corydalus clavijoi Contreras-Ramos, 2002
- Corydalus Colombienus Contreras-Ramos, 1998- Colombie
- Corydalus cornutus (Linnaeus, 1758) - Eastern dobsonfly - est de l'Amérique du Nord
- Corydalus crossi Contreras-Ramos, 2002
- Corydalus diasi Navás, 1915 - Argentine, Brésil, Paraguay
- Corydalus Equateur ianus Banks, 1948 - Euador
- Corydalus flavicornis Stitz, 1914 - Colombie, Costa Rica, Équateur, El Salvador, Guatemala, Honduras, Panama, Pérou, Venezuela
- Corydalus flinti Contreras-Ramos, 1998 - Venezuela
- Corydalus hayashii Contreras-Ramos, 2002
- Corydalus hecate McLachlan, 1866 - Brésil, Pérou, Venezuela
- Corydalus holzenthali Contreras-Ramos, 1998 - Bolivie, Pérou
- Corydalus ignotus Contreras-Ramos, 1998 - Guyane
- Corydalus imperiosus Contreras-Ramos, 1998 - Argentine
- Corydalus longicornis Contreras-Ramos, 1998 - Argentine, Bolivie, Équateur
- Corydalus luteus Hagen, 1861 - sud des États-Unis, Mexique, Amérique centrale
- Corydalus magnus Contreras-Ramos, 1998 - Amérique centrale
- Corydalus mayri Contreras-Ramos, 2002
- Corydalus neblinensis Contreras-Ramos, 1998 - Venezuela
- Corydalus nubilus Erichson in Schomburgk, 1848 - Brésil, Guyane, Guyana, Venezuela
- Corydalus parvus Stitz, 1914 - Équateur, Pérou
- Corydalus Pérouvianus K. Davis, 1903 - Argentine, Bolivie, Colombie, Costa Rica, Équateur, Guatemala, Mexique, Panama, Pérou, Venezuela
- Corydalus primitivus Van der Weele, 1909 - Argentine, Bolivie
- Corydalus territans Needham, 1909
- Corydalus tesselatus Stitz, 1914 - Venezuela
- Corydalus testaceus Le Peletier de Saint Fargeau & Audinet-Serville, 1828
- Corydalus texanus Banks, 1903 - sud des États-Unis, Guatemala, Mexique
- Corydalus tridentatus Stitz, 1914 - Brésil